# Andreis
Andreis é uma comuna italiana da região do Friuli-Venezia Giulia, província de Pordenone, com cerca de 323 habitantes. Estende-se por uma área de 26 km², tendo uma densidade populacional de 12 hab/km². Faz fronteira com Barcis, Frisanco, Maniago, Montereale Valcellina.

## Demografia
| Variação demográfica do município entre 1861 e 2011                               |
|                                                                                   |
| Fonte: Istituto Nazionale di Statistica (ISTAT) - Elaboração gráfica da Wikipedia |